# 中島睦夫
中島　睦夫（なかじま むつお、1934年3月10日 - ）は、元NET→テレビ朝日のプロデューサーで芸能事務所「睦エンタープライズ」代表取締役。
主にバラエティ番組やスペシャル番組を手掛けた。

## 主な作品

### バラエティ番組
- テレビ演芸場
- 美空ひばりショー ひばりはひばり
- 象印スターものまね大合戦
- クイズタイムショック
- やすきよ笑って日曜日
- 題名のない音楽会

### スペシャル番組
- 『水曜スペシャル』
- 日活スター・この素晴しき仲間たち
- 石原裕次郎芸能生活25周年記念番組

など